# Chavannes-près-Renens
Chavannes-près-Renens ist eine politische Gemeinde im Distrikt Ouest lausannois des Kantons Waadt in der Schweiz. 

## Geographie

Luftbild, Chavannes-près-Renens auf mittlerer Höhe rechts, links davon Ecublens (1960)

Chavannes-près-Renens liegt auf 415 m ü. M., 4,5 km nordwestlich der Kantonshauptstadt Lausanne (Luftlinie). Die Agglomerationsgemeinde von Lausanne erstreckt sich auf einem Plateau zwischen den Bächen Sorge im Westen und Mèbre im Osten, nördlich des Genfersees. 
Die Fläche des 1,7 km² grossen Gemeindegebiets umfasst einen kleinen Abschnitt im Westen von Lausanne. Die westliche und südliche Grenze bildet der Flusslauf der Sorge. Diese fliesst in einer Talniederung und übernimmt unterhalb der Mündung der Mèbre den Namen Chamberonne. Im Norden erstreckt sich der Gemeindeboden auf eine Geländeterrasse am Fuss der nördlich an den Genfersee anschliessenden Hänge. Unterhalb von Renens wird mit 422 m ü. M. der höchste Punkt von Chavannes-près-Renens erreicht. Von der Gemeindefläche entfielen 1997 62 % auf Siedlungen, 8 % auf Wald und Gehölze, 29 % auf Landwirtschaft und etwas weniger als 1 % war unproduktives Land.
Nachbargemeinden von Chavannes-près-Renens sind Renens, Lausanne, Ecublens und Crissier. Das Siedlungsgebiet von Chavannes-près-Renens ist mit denjenigen der umliegenden Gemeinden lückenlos zusammengewachsen.

## Bevölkerung
| Bevölkerungsentwicklung | Bevölkerungsentwicklung |
| Jahr                    | Einwohner               |
| ----------------------- | ----------------------- |
| 1850                    | 157                     |
| 1900                    | 295                     |
| 1910                    | 1010                    |
| 1930                    | 1233                    |
| 1950                    | 1162                    |
| 1960                    | 1583                    |
| 1970                    | 2961                    |
| 1980                    | 4908                    |
| 1990                    | 6102                    |
| 2000                    | 6063                    |

Mit 9311 Einwohnern (Stand 31. Dezember 2023) gehört Chavannes-près-Renens zu den grösseren Gemeinden des Kantons Waadt. Von den Bewohnern sind 73,5 % französischsprachig, 6,4 % italienischsprachig und 4,6 % deutschsprachig (Stand 2000). Die Bevölkerungszahl von Chavannes-près-Renens wuchs vor allem im ersten Jahrzehnt des 20. Jahrhunderts stark an, blieb danach aber während längerer Zeit stabil. Seit 1950 setzte eine rasante Bevölkerungszunahme mit einer Verfünffachung der Einwohnerzahl innerhalb von 40 Jahren ein. Seit 1990 werden nur noch geringe Schwankungen verzeichnet.

## Wirtschaft
Chavannes-près-Renens war bis in die erste Hälfte des 20. Jahrhunderts ein vorwiegend durch die Landwirtschaft geprägtes Dorf. Durch seine Gemüsekulturen erlangte das Dorf besonders in der Zwischenkriegszeit einen grossen Bekanntheitsgrad. Heute ist hingegen nur noch ein Betrieb im primären Sektor tätig (Gemüse- und Blumenkulturen). 
Erste Mühlen an den beiden Bächen Sorge und Mèbre werden bereits im ausgehenden Mittelalter erwähnt. Ende des 18. Jahrhunderts wurde eine Papierfabrik gegründet. Nach 1900 siedelten sich im oberen Dorfteil nahe dem Bahnhof von Renens zahlreiche Handwerks- und Industriebetriebe an. Von 1902 bis 1971 war die Firma Poterie moderne SA in Betrieb, welche die Tonvorkommen bei Chavannes nutzte. Heute konzentriert sich die Industrie auf die Herstellung von Schleifmaschinen, Industriediamanten und Industriebürsten, daneben gibt es Betriebe der Möbelindustrie und der Nahrungsmittelindustrie.
Zahlreiche weitere Arbeitsplätze sind im Dienstleistungssektor vorhanden. In den letzten Jahrzehnten hat sich das Dorf auch zu einer Wohngemeinde entwickelt, von der viele Erwerbstätige in Lausanne arbeiten. Der südlichste Teil des Gemeindegebiets gehört zum Campus Lausanne; dort steht das Studentenwohnheim Vortex.

## Bildung, Kultur und Sport
Seit den frühen 1970er Jahren entwickelte sich Chavannes-près-Renens zu einem Bildungs-, Kultur- und Sportzentrum. 1972 wurde das Collège de la Concorde, 1977 das Collège intercommunal de la Planta und 1986 das Schul- und Sportzentrum La Plaine gegründet. Auch die Universität Lausanne ist mit den Gebäuden der Philosophischen Fakultät seit 1977 in Chavannes-près-Renens vertreten. Ferner bestand von 1912 bis 1969 die Schweizer Keramikschule. Das Staatsarchiv wurde 1985 eröffnet.

## Verkehr
Die Gemeinde ist verkehrstechnisch sehr gut erschlossen. Sie hat gute Verkehrsverbindungen nach Lausanne und zur Autobahn A1. Das Gemeinde- und Siedlungsgebiet wird jedoch vom 1964 eröffneten westlichen Autobahnzubringer von Lausanne entzweigeteilt. Durch die Transports publics de la région Lausannoise (Buslinien und Stadtbahn M1) ist Chavannes-près-Renens an das Netz des öffentlichen Verkehrs angebunden.

## Geschichte
Das Gemeindegebiet von Chavannes-près-Renens war schon sehr früh besiedelt, was durch Funde aus der Bronze- und Römerzeit sowie aus dem Frühmittelalter belegt wird. Die erste urkundliche Erwähnung des Ortes erfolgte 1272 unter dem Namen Chavanes; 1378 erschien die Bezeichnung Cabanae. Der Ortsname leitet sich vom spätlateinischen Wort capanna (Hütte, kleiner Hof) ab.
Seit dem Mittelalter war Chavannes-près-Renens im Besitz des Lausanner Domkapitels und der Herren von Ecublens. Mit der Eroberung der Waadt durch Bern im Jahr 1536 kam das Dorf unter die Verwaltung der Vogtei Lausanne. Nach dem Zusammenbruch des Ancien Régime gehörte Chavannes-près-Renens von 1798 bis 1803 während der Helvetik zum Kanton Léman, der anschliessend mit der Inkraftsetzung der Mediationsverfassung im Kanton Waadt aufging. 1798 wurde es dem Bezirk Morges zugeteilt. Erst seit 1966 bildet Chavannes-Epenex eine eigene Pfarrei, vorher gehörte es zur Kirchgemeinde Ecublens.

## Persönlichkeiten
- Roger Mathis (1921–2015), Fussballspieler
- Gérard Thalmann (1944–2012), Maler, Zeichner, Lithograf und Szenograf